# Israel Hernández
Israel Hernández Planas (* 7. ledna 1970 Santiago) je bývalý kubánský zápasník–judista, bronzový olympijský medailista z roku 1992 a 1996.

## Sportovní kariéra
S judem začínal v 7 letech v rodném Santiagu. Od svých 17 let se připravoval v olympijském tréninkovém centru Cear Cerro Pelado v Havaně pod vedením Justa Nody. V kubánské reprezentaci se pohyboval od roku 1989 v superlehké váze do 60 kg. V olympijském roce 1992 šel do vyšší pololehké váhy, ve které startoval na olympijských hrách v Barceloně. V semifinále nestačil na Maďara Józsefa Csáka, ale v boji o třetí místo hodil před zraky španělské královské rodiny na ippon technikou seoi-nage domácího Francisco Lorenza a získal bronzovou olympijskou medaili. V roce 1996 bronzovou olympijskou medaili obhájil na olympijských hrách v Atlantě. Ve druhém kole olympijské turnaje nestačil na Němce Udo Quellmalze, ale přes opravy postoupil do boje o třetí místo proti Maďaru Józsefa Csákovi. Vyrovnaný zápas skončil v regulérní hrací době remízou a následně ho rozhodčí praporky určili za vítěze.
Od roku 1998 startoval ve vyšší lehké váze do 73 kg. V roce 1999 v přípravě na olympijské hry v Sydney rozhodl zůstat ve Španělsku během tréninkového campu. Azyl mu poskytlo Portoriko, kde vyženil občanství a věnoval se práci trenéra judistické reprezentace. V roce 2006 se přesunul do Spojených států amerických, kde připravoval ženskou judistickou reprezentaci k účasti na olympijských hrách v Pekingu v roce 2008. Během svého působení u americké reprezentace poznal svojí ženu Valerii Gotayovou, se kterou má otevřené sportovní centrum Socal ve městě Temecula v Kalifornii.

## Výsledky
| Turnaj                  | 1989       | 1990       | 1991       | 1992           | 1993           | 1994           | 1995           | 1996           | 1997           | 1998  | 1999  |
| Turnaj                  | 19         | 20         | 21         | 22             | 23             | 24             | 25             | 26             | 27             | 28    | 29    |
| Turnaj                  | superlehká | superlehká | superlehká | pololehká váha | pololehká váha | pololehká váha | pololehká váha | pololehká váha | pololehká váha | lehká | lehká |
| ----------------------- | ---------- | ---------- | ---------- | -------------- | -------------- | -------------- | -------------- | -------------- | -------------- | ----- | ----- |
| Olympijské hry          |            |            |            | 3.             |                |                |                | 3.             |                |       |       |
| Mistrovství světa       | úč.        |            | 5.         |                | úč.            |                | úč.            |                | 5.             |       | —     |
| Panamerické hry         |            |            | 3.         |                |                |                | 1.             |                |                |       | 3.    |
| Panamerické mistrovství |            | 1.         |            | 2.             |                | 1.             |                | 1.             | 1.             | —     | —     |
| MS juniorů              |            | 2.         |            |                |                |                |                |                |                |       |       |